# 福士マリ子
福士 マリ子（ふくし マリこ）は、日本のファゴット奏者。

## 来歴
東京都立川市出身。東京藝術大学をアカンサス音楽賞を受賞し首席で卒業。第27回日本管打楽器コンクールファゴット部門第1位および特別大賞を受賞。 これまでにファゴットを大畠條亮、岡本正之、水谷上総、岡崎耕治に師事。2010年から東京交響楽団首席ファゴット奏者に就任。2017年から紀尾井ホール室内管弦楽団ファゴット奏者。これまでにサイトウ・キネン・フェスティバル、別府アルゲリッチ音楽祭、東京オペラシティ「B→Cリサイタルシリーズ」、NHK-FM「リサイタル・ノヴァ」等に出演している。洗足学園音楽大学非常勤講師。

## 著書
- もっと音楽が好きになる　上達の基本　ファゴット（2019年、音楽之友社）